# Kalvtjärnarna
Kalvtjärnarna este o arie protejată (arie specială de conservare — SAC, sit de importanță comunitară — SCI, arie de protecție specială avifaunistică — SPA) din Suedia întinsă pe o suprafață de 1.510,19 ha, integral pe uscat.

## Localizare
Centrul sitului Kalvtjärnarna este situat la coordonatele 64°43′04″N 15°19′23″E / 64.71785°N 15.323013°E.

## Înființare
Situl Kalvtjärnarna a fost declarat arie de protecție specială avifaunistică în mai 2018 pentru a proteja 2 specii de plante și 10 specii de animale. Alte tipuri de protecție:
- sit de importanță comunitară (în ianuarie 1998)
- arie specială de conservare (în decembrie 2009)[1][3][4]

## Biodiversitate
Situată în ecoregiunea alpină, aria protejată conține 10 habitate naturale: Mlaștini împădurite, Mlaștini turboase de tranziție și turbării mișcătoare, Turbării Aapa, Mlaștini alcaline, Păduri fino-scandinave bogate în ierburi cu Picea abies, Lacuri și iazuri distrofice naturale, Taiga vestică, Grohotișuri calcaroase și de șisturi calcaroase de la nivelul montan până la nivelul alpin (Thlaspietea rotundifolii), Cursuri de apă de la nivel de câmpie la nivel montan, cu vegetație Ranunculion fluitantis și Callitricho-Batrachion, Pante stâncoase calcaroase cu vegetație casmofită.
La baza desemnării sitului se află mai multe specii protejate:
- plante (2): Calamagrostis chalybaea, Cynodontium suecicum
- păsări (10): minunița (Aegolius funereus), ciuf de câmp (Asio flammeus), cocoșul de mesteacăn (Bonasa bonasia), ciocănitoare neagră (Dryocopus martius), cocor (Grus grus), ciocănitoare de munte (Picoides tridactylus), Surnia ulula, cocoșul de mesteacăn (Tetrao tetrix tetrix),  cocoș de munte (Tetrao urogallus), fluierar de mlaștină (Tringa glareola)